# Bistum Grajaú

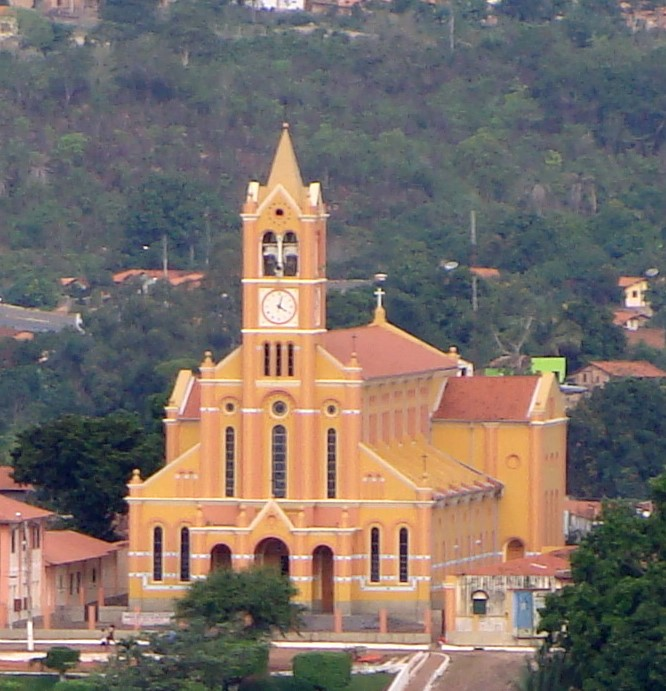
Kathedrale Senhor do Bonfim in Grajaú

Das Bistum Grajaú (lateinisch Dioecesis Graiahuensis, portugiesisch Diocese de Grajaú) ist eine in Brasilien gelegene römisch-katholische Diözese mit Sitz in Grajaú im Bundesstaat Maranhão.

## Geschichte
Das Bistum Grajaú wurde am 10. Februar 1922 durch Papst Pius XI. mit der Apostolischen Konstitution Rationi congruit aus Gebietsabtretungen des Erzbistums São Luís do Maranhão als Territorialprälatur São José do Grajaú errichtet. Die Territorialprälatur São José do Grajaú wurde dem Erzbistum São Luís do Maranhão als Suffragan unterstellt. Die Territorialprälatur São José do Grajaú gab am 22. Juli 1939 Teile seines Territoriums zur Gründung der Territorialprälatur Pinheiro ab. Weitere Gebietsabtretungen erfolgten am 14. Januar 1958 zur Gründung der Territorialprälatur Carolina und am 22. Juni 1968 zur Gründung des Bistums Bacabal.
Am 4. August 1981 wurde die Territorialprälatur São José do Grajaú durch Papst Johannes Paul II. mit der Apostolischen Konstitution Qui ad Beatissimi Petri zum Bistum erhoben. Das Bistum São José do Grajaú wurde am 9. Oktober 1984 in Bistum Grajaú umbenannt.

## Ordinarien

### Prälaten von São José do Grajaú
- Roberto Julio Colombo OFMCap, 1924–1927
- Emiliano José Lonati OFMCap, 1930–1966
- Adolfo Luís Bossi OFMCap, 1966–1970
- Valenti Giacomo Lazzeri OFMCap, 1971–1981

### Bischöfe von São José do Grajaú
- Valenti Giacomo Lazzeri OFMCap, 1981–1983
- Tarcísio Sebastião Batista Lopes OFMCap, 1984

### Bischöfe von Grajaú
- Tarcísio Sebastião Batista Lopes OFMCap, 1984–1986, dann Bischof von Ipameri
- Serafino Faustino Spreafico OFMCap, 1987–1995
- Franco Cuter OFMCap, 1998–2016
- Rubival Cabral Britto OFMCap, 2016–2024, dann Bischof von Bom Jesus da Lapa
- Giuseppe Luigi Spiga, seit 2025